# Propositura di San Marcello
La propositura di San Marcello è il principale luogo di culto cattolico di San Marcello Pistoiese.

## Storia
Secondo il canonico Alberto Mazzanti la pieve di San Marcello verrebbe menzionata già in un documento diplomatico di Ottone III del 998 come "curtem de Marcillo". Tre anni dopo la pieve è chiaramente indicata in una carta di donazione facente parte del Cartulario detto il Libro Croce di proprietà dell'Archivio Capitolare di Pistoia.
Secondo la Relazione distinta del santuario di reliquie che si conservano nella chiesa Pievania della Terra di S. Marcello del Capitano Domenico Cini del 1732 la chiesa di San Marcello sarebbe stata documentata, col nome di "pievanìa", in alcuni documenti dei papi Urbano II e Pasquale II.
Successivamente la pieve sarebbe citata in un "breve" di Innocenzo II del 1134 e nuovamente in due diplomi apostolici di Anastasio IV e Onorio III l'uno del 1153 l'altro del 1218.
Lo stesso Mazzanti riporta le supposizioni del Cini: che cioè la primitiva struttura romana, composta da torre e cassero, sia stata trasformata in chiesa in tempi immemorabili. Si sarebbe trattato, comunque, di una seconda chiesa in quanto, sempre leggendo il Cini, già una prima pieve sarebbe stata situata all'esterno delle mura nella zona di "Santi Chiesuri".
Dopo la trasformazione dell'antica rocca romana, avvenuta nei tempi di Matilde di Canossa, intorno ai secoli XI - XII fu deciso un ingrandimento della chiesa sulla sinistra, a causa della scarsa solidità del terreno nelle altre direzioni, con inglobamento del campanile. Tutto questo, oltre a confermare l'esistenza dell'antica torre prima della chiesa, giustifica l'aspetto della facciata attuale che risulta non allineata con il campanile.
Bisogna giungere ai primi anni del XVII secolo per registrare una serie di notevoli trasformazioni dell'edificio, sia all'interno sia sulla sua struttura perimetrale. Probabilmente in questa occasione vennero utilizzate molte pietre di quel San Michele precedentemente ricordato in zona "Santi Chiesuri". Il 29 settembre 1617, nel giorno dedicato a San Michele Arcangelo, il vescovo di Pistoia Alessandro del Caccia consacrò solennemente la nuova chiesa. Sempre secondo il Cini negli anni 1676 - 1677, a causa degli ingenti danni, il campanile fu demolito e ricostruito. Nella Relazione si riporta anche che nel 1712 fu progettata e costruita una seconda sagrestia e, sempre in questi anni, venne allargato il tratto di strada corrispondente oggi a via Marconi, per recare in processione le Sante Reliquie della Chiesa pievana fino alla Madonna detta delle Grazie. Nel 1731 i padri Leonardo da Porto Maurizio e Antonio da Bologna rivolgono al papa la richiesta di un "corpo santo" per San Marcello: in quello stesso anno giungerà il corpo di una martire romana, trovato in una catacomba cristiana, e, in quanto abitatrice del cielo, fu chiamata Santa Celestina. Il corpo fu sistemato sotto l'altare maggiore ed è visibile ai fedeli durante la festa della Santa, dichiarata patrona della montagna pistoiese, dell'otto settembre.

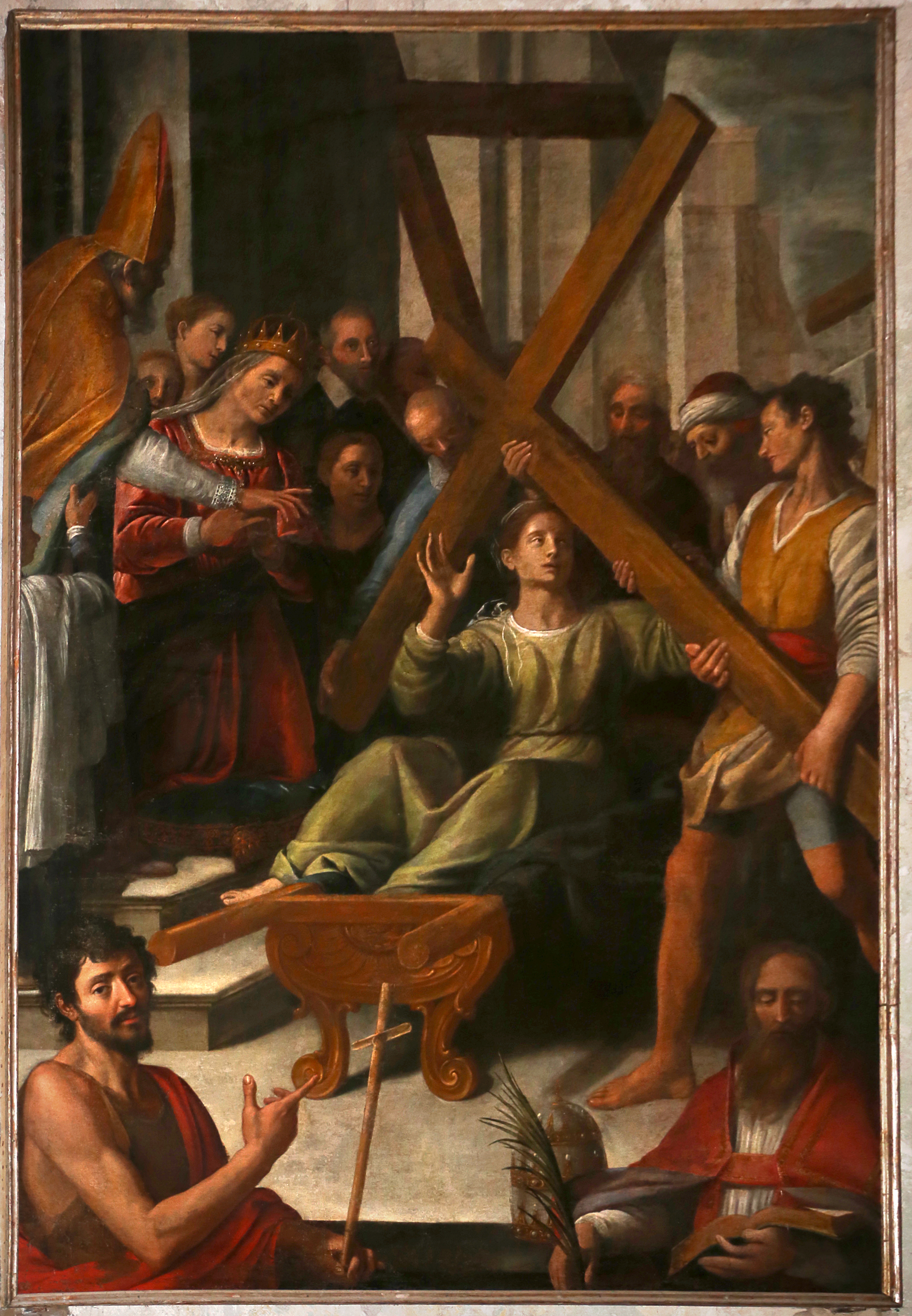
La pala di Agostino Ciampelli

Tra il 1786 e il 1788, come dimostra l'iscrizione marmorea murata sopra la porta interna di accesso al campanile, la chiesa subirà sostanziali modifiche ad opera del vescovo di Pistoia e Prato
Scipione de' Ricci. Le sue indicazioni e scelte architettoniche appaiono in stretta relazione con una austera concezione di vita che nulla concede alla mollezza e al superficiale. A questo manifesto
rigore non è certamente estranea la vicinanza culturale col giansenismo francese che Scipione de'
Ricci non nascose mai e che lo porta a privilegiare quasi sempre lo stesso modello architettonico.
Nella chiesa di San Marcello, meglio che in altre, è stata espressa questa esigenza di ritrovare una perduta essenzialità dei riti e delle celebrazioni grazie alla semplicità dell'aspetto interno e alla particolare nuova interpretazione dei volumi, raggiunte attraverso le modifiche apportate, quali l'unico altare più avanzato verso il centro col conseguente ampliamento del presbiterio terminante con l'abside coperta da una calotta emisferica; l'abolizione di tutti gli altari laterali con le relative immagini sacre e le reliquie; il particolare crocifisso; lo spostamento dell'ingresso sul fianco della Chiesa; l'eliminazione dei vani accessori, la riduzione degli ornamenti superflui, e il nuovo ordine architettonico di paraste dipinte in finto marmo con capitelli in stucco a supportare una trabeazione continua che decora le pareti. Una certa novità è presente nella copertura: un'unica navata longitudinale con volta a botte, nella quale si ritagliano le lunette in cui si aprono le finestre. A metà navata, sopra lo spazio dell'ingresso laterale, si trova una cupola a sesto ribassato che ne occupa quasi interamente l'ampiezza. Lo stesso vescovo Ricci eleverà la chiesa a propositura nel 1784.
Dopo il 1791, anno in cui si concluderà l'episcopato ricciano, la chiesa di San Marcello subirà altri restauri, precisamente tra il 1792 e il 1795: il periodo così a ridosso degli interventi sostanziosi effettuati nel periodo precedente, fa supporre il ripristino di strutture tolte o soppresse per disposizione del Ricci.
Anche nell'Ottocento si pose mano a qualche modifica: sul fianco sinistro della chiesa, presso l'abside, una pietra porta la data 1825. Sono invece del 1934, o forse di qualche anno prima, la chiusura della porta laterale destra; la riduzione della larghezza dell'orchestra; la costruzione di due colonne per parte agli archi laterali corrispondenti alla cupola. Chiuse le due finestre dell'abside ne fu aperta una centrale con vetri policromi raffiguranti San Marcello e Santa Celestina. Di quell'epoca è anche il pavimento in marmo bianco e nero. I lavori effettuati nel periodo 1980 - 1988, hanno interessato soprattutto la copertura dell'edificio, totalmente rinnovata con criteri antisismici, e il rafforzamento della struttura perimetrale e della cupola. Il restauro decorativo e pittorico, con rifacimento delle decorazioni architettoniche a disegni floreali in chiaroscuro, è stato l'ultimo lavoro compiuto. I saggi su tutte le pareti interne hanno segnalato fregi ornamentali e mostrano tenui colori settecenteschi. Il restauro completo riguarda la parete di fondo, la prima arcata a botte e i due tratti di parete su cui questo insiste. Il restauro completo comprende anche una coppia di angioletti affrescata sulla sommità della prima volta a botte; questa coppia si intravede, identica, nel secondo settore al di là della cupola centrale, che ripete il primo, già ultimato. La semplice pulitura della cupola centrale affrescata dal fiorentino Giuseppe Gricci, ha messo in evidenza i colori, il movimento, la plasticità e la fuga prospettica prima celati dal fumo delle candele accese per due secoli.

## Descrizione

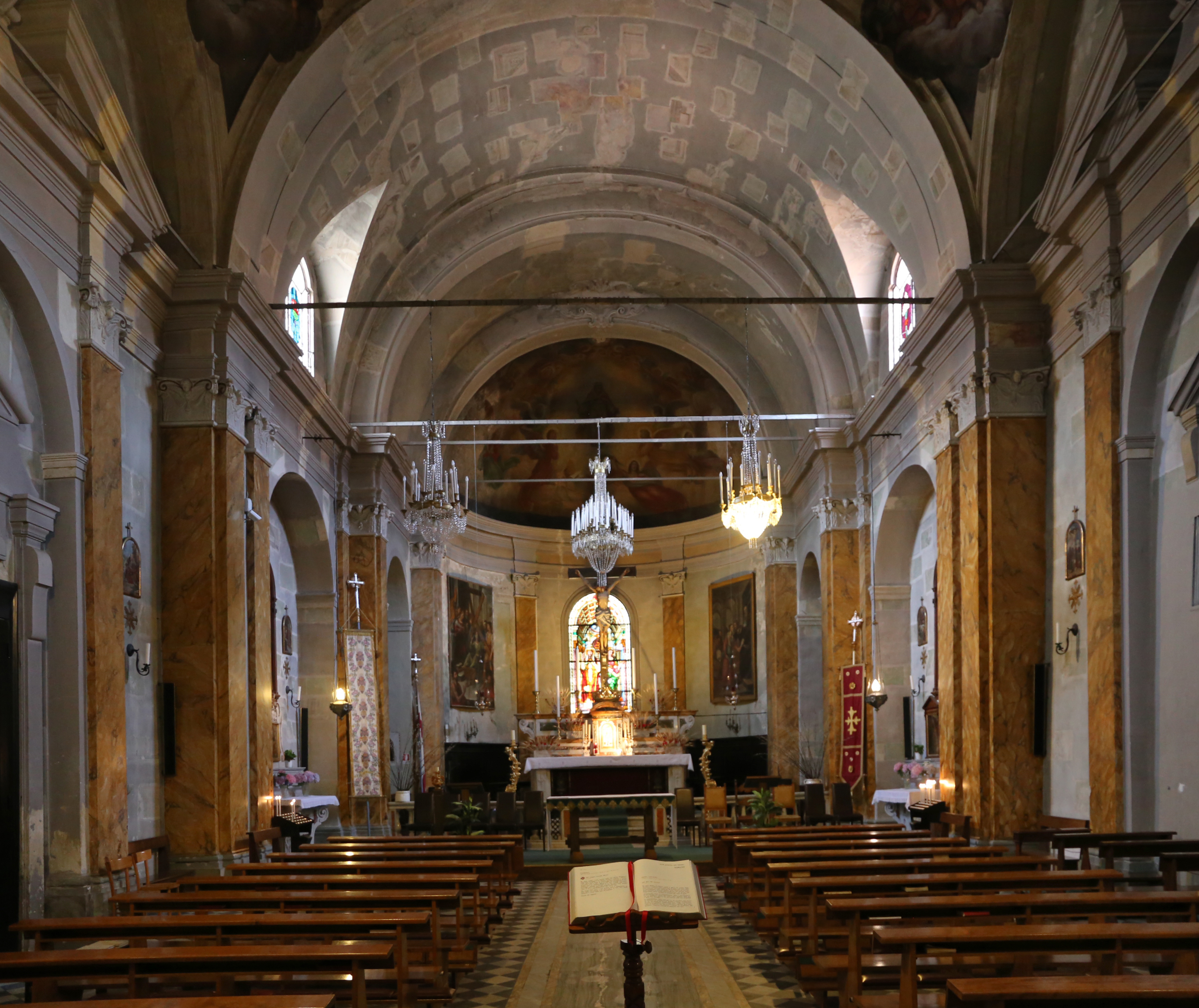
Interno

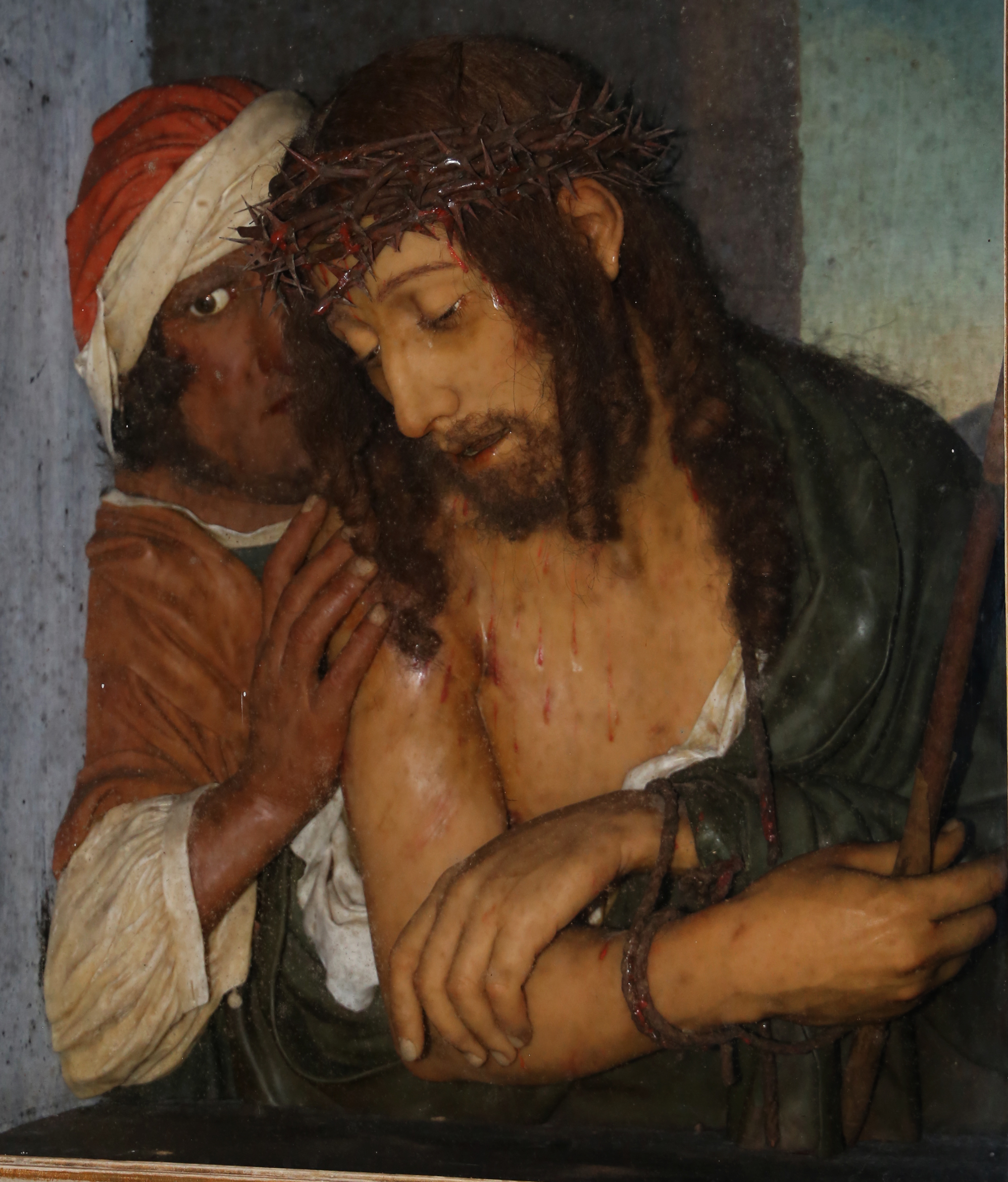
L'Ecce Homo attribuito a Gaetano Zumbo

La facciata, a spioventi decorati da una cornice sorretta da mensolette, su cui apre il portale, presenta alcune tracce dell'antica chiesa romanica. Addossata a questa, sul lato sinistro, si trova il campanile di forma quadrangolare rivestito in pietra ricostruito tra il 1676 e il 1677 sull'antica torre romana.
All'interno la chiesa si presenta con un'unica navata terminante con un'abside sormontata da una catino absidale in cui è rappresentata la Gloria di san Marcello e coperta con una volta a botte nella quale si inserisce, circa a metà, una cupola a sesto ribassato che insiste sullo spazio dell'ingresso laterale. La cupola è decorata con un dipinto murale datato 1788 e attribuito al pittore fiorentino Giuseppe Gricci che rappresenta la Discesa dello Spirito Santo sugli Apostoli; nei pennacchi laterali i quattro Evangelisti dello stesso autore.
Sulle pareti laterali, decorate con paraste dipinte in finto marmo giallo con capitelli in stucco a supportare una trabeazione continua, si trovano 2 altari laterali per parte dedicati a sant'Antonio da Padova, al Sacro Cuore, all'Immacolata e a san Giuseppe.
Tra le opere conservate al suo interno sono da segnalare l'Invenzione della Croce, olio su tela di Agostino Ciampelli, e un Ecce homo in cera di Gaetano Zumbo, ceroplasta siracusano di origine e autore di macabre anatomie conservate alla Specola di Firenze.
Il dipinto con Cristo in Pietà tra angeli opera di Stefano Pieri non è pertinente alla chiesa ma è stato donato da privati. La composizione mostra spunti di interesse nel suo rapporto con una simile invenzione di Taddeo Zuccari per il Palazzo Farnese di Caprarola, oggi alla Galleria Borghese ripresa più volte anche da Federico. 

### Organo a canne
Sulla cantoria in controfacciata, si trova l'organo a canne, costruito tra il 1788 e il 1790 da Pietro Agati, ampliamento di un precedente strumento, opera di Cosimo Ravani.
Lo strumento, a trasmissione integralmente meccanica, ha un'unica tastiera di 47 note con prima ottava scavezza ed una pedaliera a leggio di 11 note (la 9° e la 10° sono i Timpani, l'11° i Rosignoli) costantemente unita al manuale. La cassa barocca è divisa in tre campi, ciascuno dei quali composto da una cuspide di canne di principale con bocche a mitria allineate orizzontalmente.

## Bibliografia

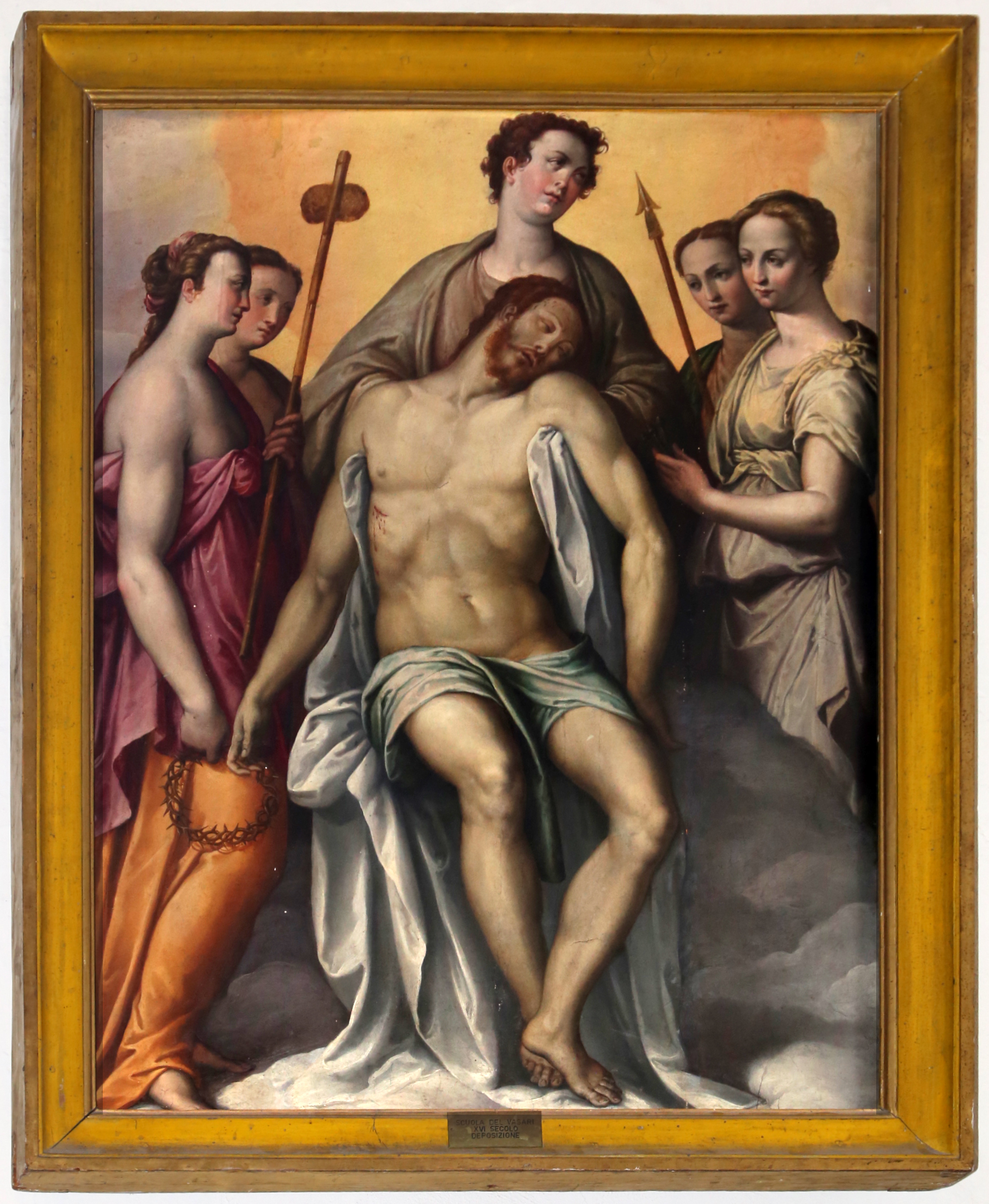
Pietà di Stefano Pieri, ispirata a Federico Zuccari